# Gottfried von Herder (Mediziner)
Wilhelm Gottfried Herder, vollständiger Name Wilhelm Christian Gottfried Herder, ab 1802 von Herder  (* 28. August 1774 in Bückeburg; † 11. Mai 1806 in Weimar), war ein deutscher Mediziner.

## Leben
Der älteste Sohn von Johann Gottfried Herder und Maria Karoline Herder geb. Flachsland studierte ab 1782 in Jena Medizin, wo Johann Christian Stark sein Doktorvater war. Er wurde im März 1796 promoviert und durfte ab 18. Oktober 1796 in Weimar praktizieren. Im Januar 1799 wurde er Provinzial-Accoucheur (Geburtshelfer) und Ende 1804 Hofmedikus in Weimar. Zusammen mit dem Leibarzt Huschke obduzierte er 1805 den Leichnam von Friedrich Schiller. Er behandelte seinen Vater kurz vor dessen Tod und stellte dessen Diagnose.
Herder verfasste einige kleine belletristische Schriften und eine Aufsatzsammlung zur Geburtshilfe und war auch an der Herausgabe der Werke seines Vaters beteiligt. Er heiratete am 5. Juni 1797 Marie Henriette Caroline Schmidt, eine Schwester des Schauspielers und Theaterdirektors Heinrich Schmidt (1775–1837) und der Louise Schwabe (1783–1859), Ehefrau von Carl Lebrecht Schwabe. Herder starb am 11. Mai 1806 an einem in Weimar grassierenden Flecktyphus, nachdem er zahlreiche Weimarer zuvor behandelt hatte. Er hinterließ drei Töchter: Agnes (* August 1799), Natalie (* 30. Mai 1802) und die postum geborene Maria (* September 1806).
Die Herders waren mit dem Juristen Christian Gottlob Voigt d. J., Sohn des Ministers Christian Gottlob von Voigt, befreundet. 1811 heiratete die Witwe Marie Henriette Caroline (den jüngeren) Christian Gottlob Voigt.

## Schriften (Auswahl)
- Abschied an einige Schulfreunde. In: Der Neue Teutsche Merkur vom Jahre 1792. Zweiter Band, Weimar 1792, S. 99–104.
- An Leonore. (Weimar, am Neujahrstage 1794.) In: Musen-Almanach 1796. Göttingen o. J., S. 247.
- De nativo prolapsu vesicae urinariae inversae in puella observato. Inauguraldissertation Jena 19. März 1796 (Digitalisat) mit Sollemnia inauguralia (Digitalisat).
- Aufführung von Mozartʼs Requiem in der Hauptkirche zu Weimar. In: Journal des Luxus und der Moden. Januar 1802, S. 37–39.
- Zur Erweiterung der Geburtshülfe diagnostisch-praktische Beiträge. Leipzig 1803. Digitalisat.